# Bastione Stampace
Il bastione Stampace è una fortificazione delle mura di Pisa, conformata come rinforzo angolare esterno dell'angolo di sud-ovest, nella zona di Porta a Mare.

## Storia

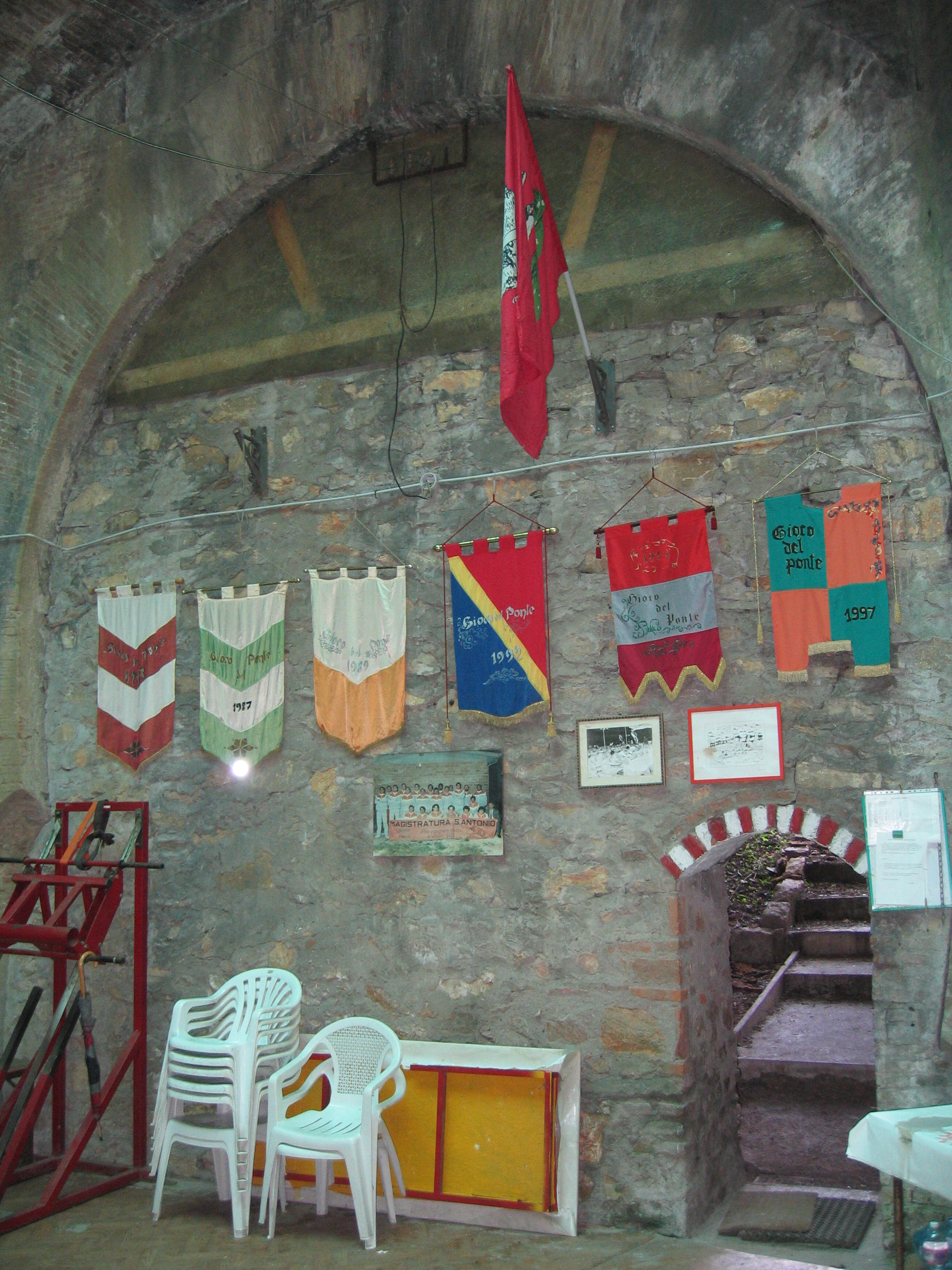
Interno del bastione Stampace, nell'area che ospitava la piattaforma per la giratura dei carri

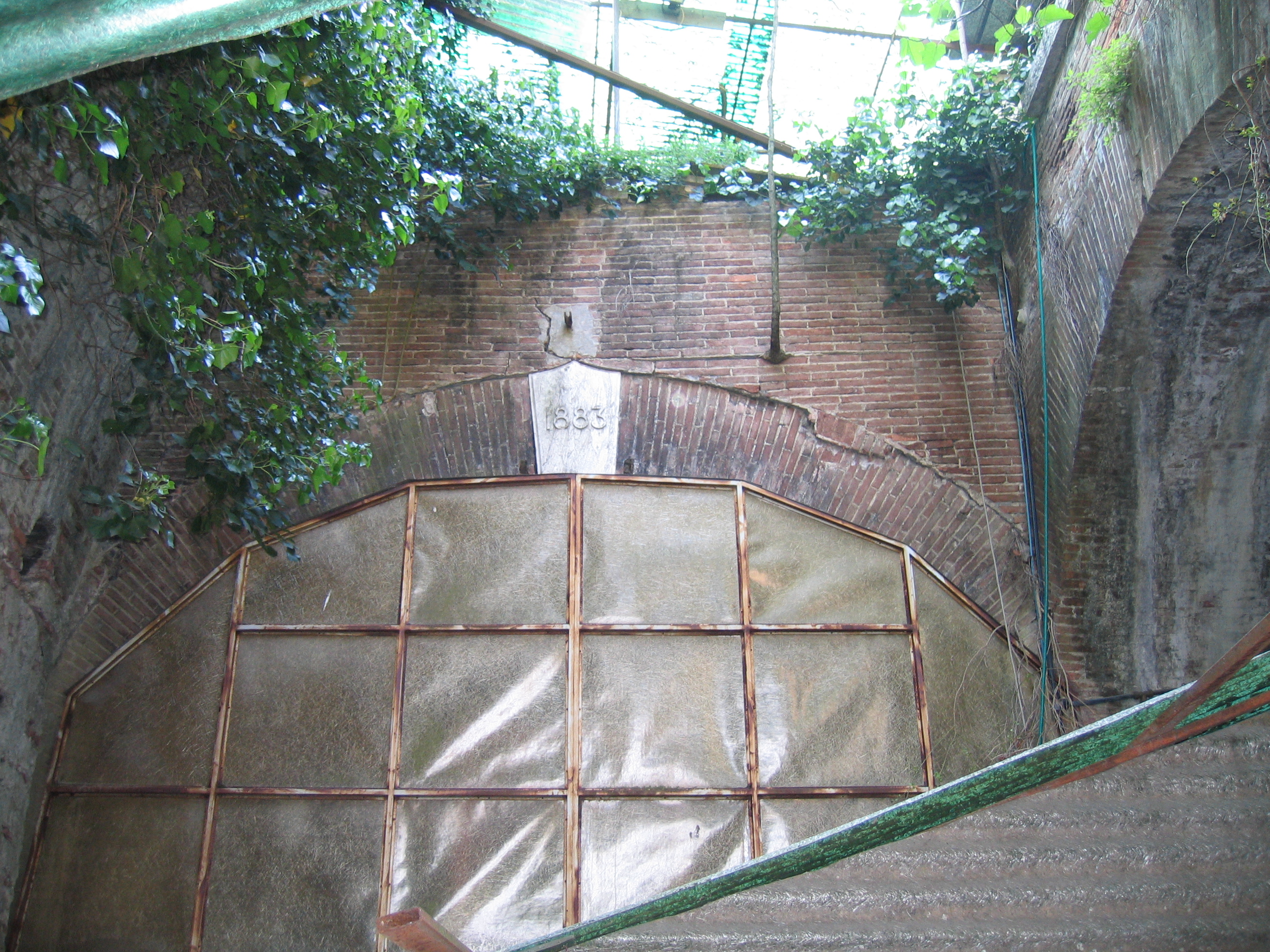
Galleria tranviaria che conduceva allo Scalo del Sale

Dopo la metà del XIII secolo, quando la parte della città a nord dell'Arno era stata completamente cinta dalle mura urbane comunali, la fortificazione continuò nell'abitato a sud del fiume, conosciuto come Chinzica. Tale fortificazione, soprattutto a sud-est, fu motivata per la crescente tensione che si era venuta a creare tra il governo pisano e la repubblica fiorentina: il programma prevedeva la costruzione di numerose torri, bastioni e terrapieni, l'apertura di nuove porte e la chiusura di altre. Nel Breve Pisano Populi et Compagnorum del 1287 è riportata la presenza di una torre nell'angolo di Stampace e le caratteristiche che dovevano assumere le torri:

### Il fortilizio quattrocentesco
Nei primi anni della prima dominazione fiorentina (dal 1406), alcune strutture murarie pisane furono ulteriormente fortificate, e tra queste anche la torre di Stampace, attorno alla quale fu costruito un fortilizio a pianta rettangolare: le cronache riportano che nel 1426 fosse utilizzato come prigione.
A causa di pesanti modifiche subite nei secoli successivi, non disponiamo di elementi che ci consentano di stabilire in maniera univoca la conformazione di tale struttura, pertanto si possono avanzare soltanto delle ipotesi, supportate dall'analisi visiva del bastione oggi, da alcuni elementi iconografici del tempo e dal confronto con il bastione San Giorgio in Tersanaia, analogo per periodo di realizzazione e contesto di costruzione.
Il fortilizio di Stampace è rappresentato nella Pianta di Pisa non finita di Giuliano da Sangallo, nella quale si discerne una struttura rettangolare attorno alla torre duecentesca. Essa risulta esterna alla cortina, addossata alle mura occidentali, e leggermente aggettante rispetto alle mura meridionali. A dire il vero, Sangallo disegna i due tratti murari presso a poco perpendicolari, mentre in realtà attualmente l'angolo di sud-ovest è di circa 106 gradi;  questo comporta che uno dei due allineamenti del forte sia in realtà errato.
Un'idea della conformazione che assumevano il tratto di mura di Porta a Mare, la torre e il baluardo di Stampace è fornita dall'affresco La presa di Stampace di Giorgio Vasari. La torre pisana duecentesca risulta circondata da un ampio recinto merlato, poco più alto delle mura stesse, la cui base, separata dal resto della costruzione da una modanatura, risulta conformata a scarpa.

### Il baluardo cinquecentesco

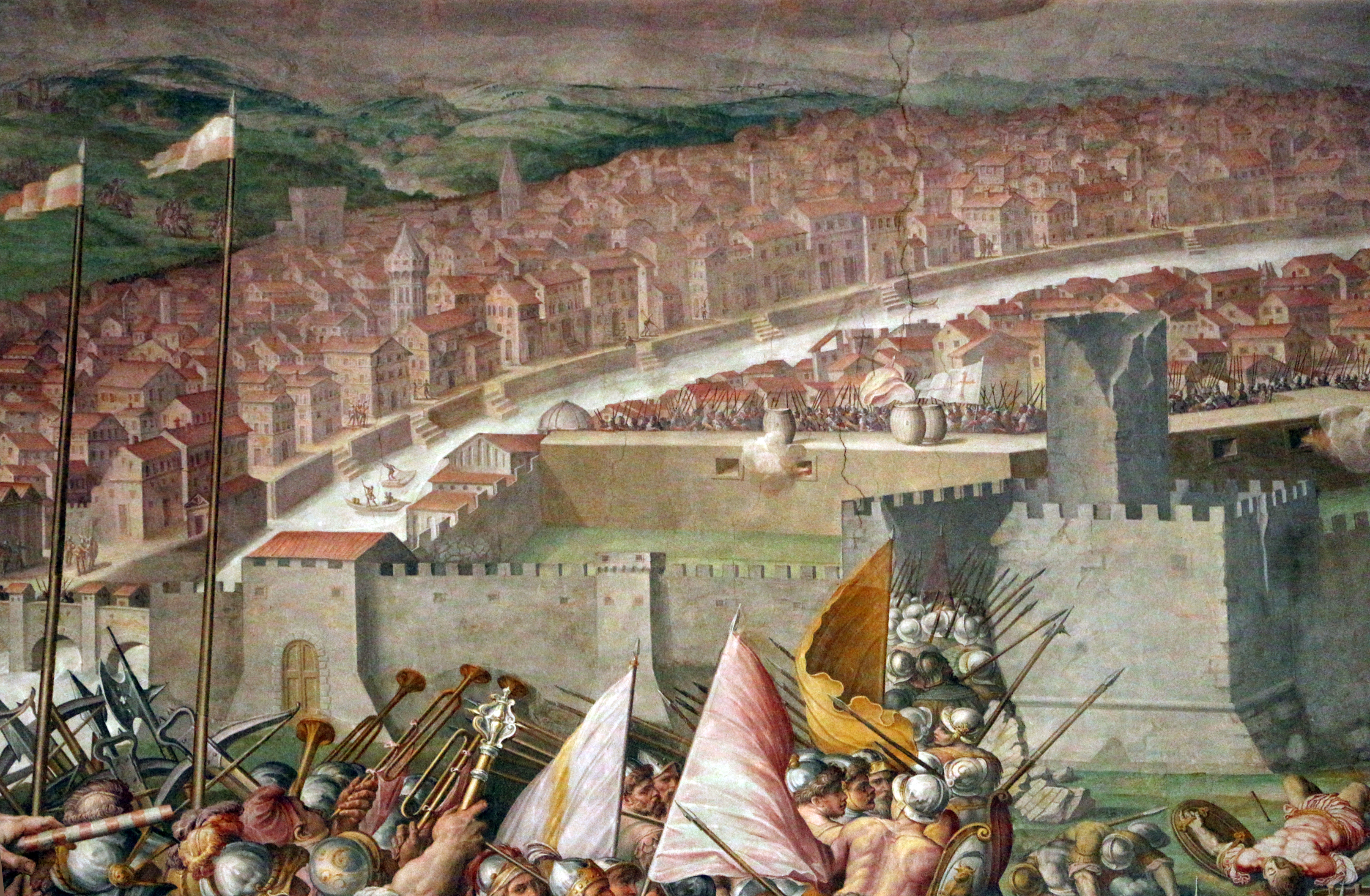
Parte dell'affresco La presa di Stampace di Giorgio Vasari.

Dopo il decennio di recuperata libertà pisana all'inizio del XVI secolo, Firenze tornò a dominare Pisa nel 1509, dopo lunghe battaglie che comportarono gravi dissesti a Stampace: la torre fu distrutta e furono aperte due brecce: una nel fortilizio e una nelle mura meridionali, ancora oggi visibili. Si resero pertanto necessarie grandi opere di rafforzamento, ma di tali interventi cinquecenteschi, ancora una volta compiuti dai Fiorentini, si sa ben poco.
Senza dubbio, il baluardo cinquecentesco utilizzò le strutture già presenti per il fortilizio quattrocentesco, e gli interventi si limitarono ad un prolungamento del fronte occidentale e alla realizzazione di un nuovo fianco meridionale, di lunghezza e distanza dalle mura analoghe a quelle ad ovest, in modo da conformare il nuovo bastione a pianta pentagonale.
Non è possibile determinare con sicurezza le dimensioni delle "piazze di sotto", ovvero gli spazi posti internamente al bastione in corrispondenza delle cannoniere, in quanto completamente distrutte durante i lavori ottocenteschi. I resti di strutture voltate con elementi in laterizio presenti su entrambi i lati, però, possono far ipotizzare che si trattasse di spazi coperti a botte e non a cielo aperto, in modo da poter mettere al riparo le artiglierie e le munizioni.

### Il bastione seicentesco
Temendo un attacco francese nell'orbita della guerra dei trent'anni, nel XVII secolo il granduca decretò che le mura venissero ulteriormente rinforzate: a tal fine, all'interno vennero realizzati dei riporti di terra. Anche il bastione Stampace fu completamente riempito, come si può notare nelle cartografie del tempo.

### La smilitarizzazione e le pesanti modifiche

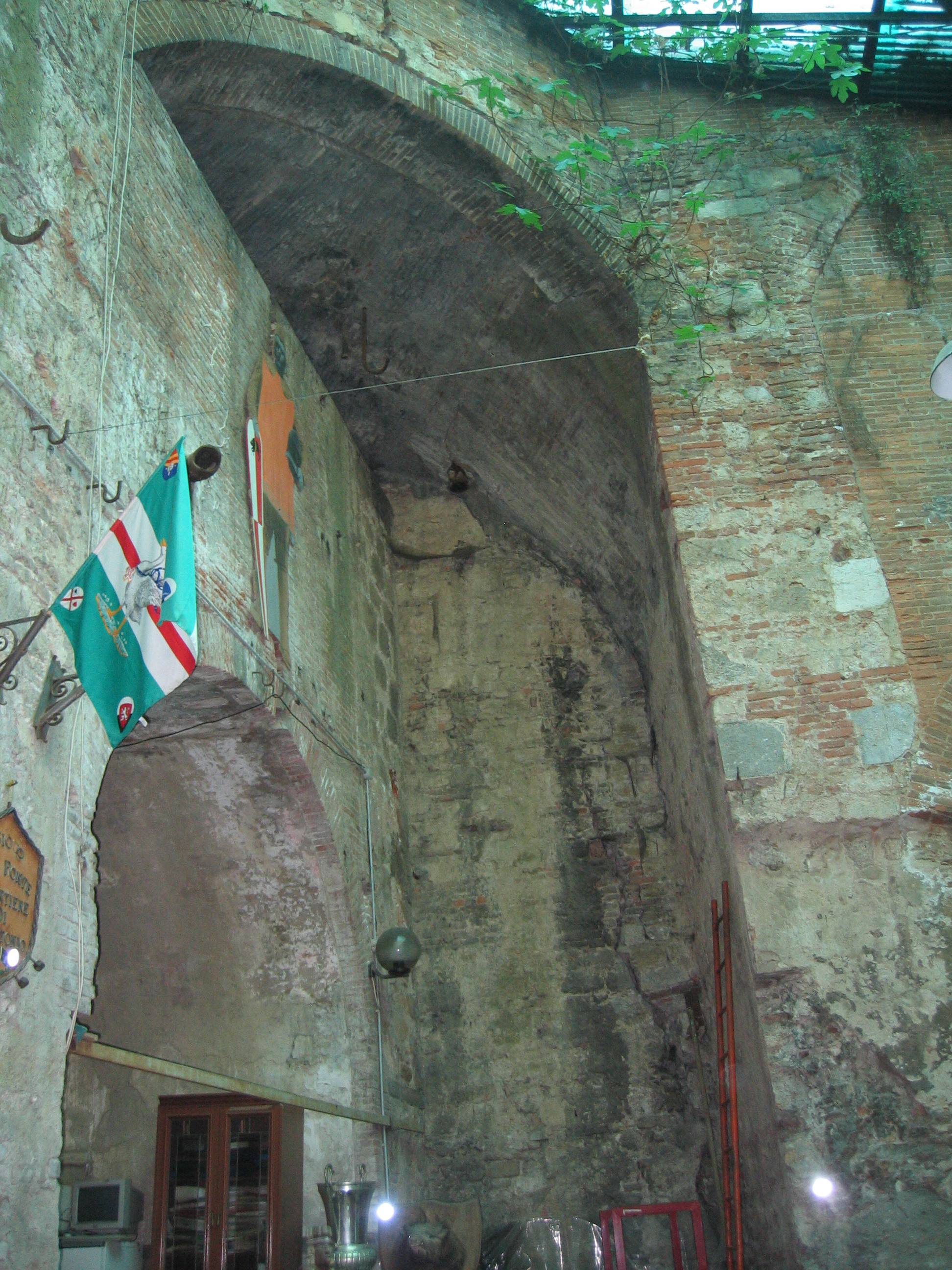
Strutture murarie all'interno del bastione Stampace

Alla fine del XIX secolo il bastione subì un pesante intervento di ristrutturazione anche in funzione della creazione delle tranvie Pisa-Pontedera/Calci e Pisa-Marina di Pisa, che richiesero la costruzione di due opere d'arte significative:
- per consentire ai carri merci di raggiungere gli storici "scali del Sale" presso la darsena che sorgeva, subito fuori le mura, lungo l'incile del canale dei Navicelli, fu realizzata una galleria che conduceva all'interno del bastione; qui, in un apposito vano, era alloggiata una piattaforma per la giratura dei carri che potevano così portarsi paralleli al canale e raggiungere, con una seconda breve galleria, il fascio di 3 binari adiacente al canale.
- il panorama urbano di Porta a Mare era inoltre caratterizzato dall'imponente ponte metallico a 10 arcate utilizzato dalla tranvia, che dalla sommità del bastione Stampace, scavalcava il canale dei Navicelli e la ferrovia Genova-Pisa per raggiungere la via Livornese.

La tranvia per Marina di Pisa cessò il servizio nel 1932, in conseguenza dell'inaugurazione della ferrovia elettrica Pisa-Tirrenia-Livorno, a sua volta chiusa nel 1960, che richiese a sua volta ulteriori modifiche al manufatto del bastione: abbandonate sia le gallerie tranviarie che la rampa che consentiva di salire sul bastione, fu ricavata una porta a servizio della ferrovia che immetteva su un ponte che scavalcava il canale a livello della strada.
Oggi il bastione Stampace, pur ospitando la palestra della squadra del Sant'Antonio del Gioco del Ponte, si trova in gran parte in stato di abbandono. Una riqualificazione dell'intera zona sembra essere possibile nel futuro prossimo grazie ad una convenzione tra la Fondazione cassa di risparmio di Pisa e il Comune.